# Heteroteuthis dispar
Heteroteuthis dispar is een inktvis die voorkomt in de Atlantische Oceaan en de Middellandse Zee. De soort kan een mantellengte bereiken van 25 mm.

## Geografische Distributie
Amphi-Atlantische Oceaan en de Middellandse Zee: van de Bermuda-eilanden, de Caribische Zee, naar Rio de la Plata in de westelijke Atlantische Oceaan, tot het zuidwesten van Ierland, het zuiden van de Azoren, Madeira, de Canarische Eilanden en Guinee in de oostelijke Atlantische Oceaan. Het gehele Middellandse Zeegebied met inbegrip van Ligurische Zee, Tyrreense Zee, Adriatische Zee, Egeïsche Zee en Levantijnse Zee. De soort is ook gemeld van de Walters Shoals (Zuidwestelijke Indische Oceaan) en de onderzeese ruggen Nazca en Sala y Gómez (oostelijke Stille Oceaan).

## Habitat en Biologie
Kuitschieten gebeurt op de bodem, op de helling. De paralarven leven in de mesopelagische en bathypelagische zones, ver van de kust op een diepte van 1500 tot 3000 m. Volwassen dieren leven vaak in groepen in de lagere epipelagishe en mesopelagische zones, meestal op een diepte tussen de 200 en 300 m. Dit is een van de meest voorkomende pelagische soorten in de Middellandse Zee, waar hij vaak wordt gevonden in gebieden bewoond door populaties van rode garnalen.
Heteroteuthis dispar vertegenwoordigt een aanzienlijk deel van de voeding van de verschillende roofdieren aan de top van de voedselketen, met inbegrip van dolfijnen (bijvoorbeeld Grampus griseus), haaien (Etmopterus spinax, Galeus melastomus, Scyliorhinus canicula), de zwaardvis (Xiphias gladius) en de tonijn (Thunnus alalunga). Populaties in de oostelijke en westelijke Atlantische Oceaan zijn waarschijnlijk van elkaar geïsoleerd.
De soort is voor de visserij van geen commercieel belang vanwege de lage beschikbare hoeveelheden. Heteroteuthis dispar wordt gevangen met pelagische netten alsook door trawlers, voornamelijk gericht op garnalen, en het wordt verhandeld samen met andere dwerginktvissen.

## Een soort of twee?
In 1955 beschreef en benoemde Voss de soort Heteroteuthis atlantis. Volgens Nesis (1987) is die naam een synoniem van H. dispar. Andere auteurs zijn het daar niet mee eens (bijvoorbeeld Guerra, 1992) en de naam H. atlantis wordt nog steeds gebruikt in sommige publicaties. Tot de taxonomie van het geslacht in detail is bestudeerd, is onduidelijk of H. atlantis een synoniem is.